# Dietingen
Dietingen es un municipio alemán perteneciente al distrito de Rottweil en el estado federado de Baden-Wurtemberg. Barrios son Irslingen, Böhringen, Rotenzimmern und Gößlingen. En total, el municipio tiene unos 4.000 habitantes.

## Museos
- Museo Mundo de los Cristales